# Sim (álbum de Sandy)
Sim é o segundo álbum de estúdio da artista musical brasileira Sandy, lançado em 11 de junho de 2013 através da gravadora Universal Music. Contém cinco faixas do EP Princípios, Meios e Fins, lançado digitalmente em 2012, e outras cinco faixas inéditas. Como compositora, Sandy assina nove das dez canções. A produção é de Lucas Lima e Jason Tarver. 
Os singles escolhidos para divulgação foram "Aquela dos 30", "Escolho Você" e "Morada". Atingiu a nona posição na parada de álbuns da Pro-Música Brasil (PMB) e foi bem recebido pela crítica especializada.
O termo "pop pianístico" foi utilizado para descrever a sonoridade, uma vez que o piano é a base da maioria das canções presentes. O principal gênero do projeto é o folk-pop, com os críticos de música ainda notando influências menores de outros gêneros, como a música pop, pop rock, R&B, blues, jazz, folk e bossa nova.
No final de 2024, Sandy anunciou o lançamento de todos os seus álbuns de estúdio em vinil, atendendo a um pedido frequente de seus fãs. Esse lançamento marca a primeira vez que sua discografia será disponibilizada nesse formato.

## Antecedentes
Após encerrar uma carreira de 17 anos ao lado de seu irmão, Junior Lima, Sandy lançou seu primeiro álbum solo, Manuscrito, em 2010, que foi certificado com um disco de platina, por ter vendido mais de 80 mil cópias no Brasil, e deu origem ao registro ao vivo Manuscrito Ao Vivo (2011).
Em outubro de 2012, Sandy lançou seu primeiro extended play (EP), intitulado Princípios, Meios e Fins. O EP foi disponibilizado para venda no iTunes, enquanto uma edição limitada no formato físico foi comercializada a partir de novembro na loja virtual da cantora. O EP conta com o single "Aquela dos 30", além de "Escolho Você", "Olhos Meus", "Segredo" e a faixa bônus "Saudade". O EP, segundo a cantora, foi uma prévia do seu segundo álbum de estúdio, que conta com as cinco faixas do EP.

## Produção
"Fiquei muito feliz e satisfeita com o resultado do disco. É uma coleção muito coesa de canções, com momentos românticos, divertidos, mais densos, mais leves... Consegui me realizar como compositora e intérprete, alternando reflexões íntimas a momentos mais bem-humorados e até brincalhões. Acho que o novo disco conseguiu, mais uma vez, traduzir bastante de mim. Tenho muito orgulho dele como ‘obra’." –Sandy falando sobre o processo de concepção do álbum.
Assim como em seu álbum anterior, Sandy esteve no controle da direção criativa, e assina a composição de nove das dez faixas. Para o desenvolvimento de Sim, ela colaborou com o músico Lucas Lima e o engenheiro de som Jason Tarver, que trabalharam em Manuscrito. Segundo a cantora, Sim é mais "alto astral" e "positivo" que o anterior, que ela descreveu como melancólico. Ela comentou: "O Manuscrito veio numa fase em que eu estava realmente olhando pra dentro, descobrindo quem eu era como cantora, como pessoa. Por isso o disco é um pouco mais introspectivo. Eu estava numa busca que, claro, é eterna, é constante, mas agora eu estou sabendo mais onde estou, com os pés mais firmes no chão." Uma novidade na parte criativa de Sim foi a chegada de Tati Bernardi ao time de compositores. Sandy somou suas inspirações com a escritora e roteirista em duas faixas: "Morada" e "Ponto Final". A sonoridade de Sim foi descrita como um "pop pianístico", devido ao piano ser a base da maioria de suas canções.
Para Sandy, o título representa muitas coisas importantes: "É comum as pessoas me perguntarem sobre a escolha do nome do CD e turnê. Além de ser uma das faixas do disco, Sim é uma palavra curta e simples, mas que, ao mesmo tempo, me remete a força, convicção, otimismo e segurança. Estou numa fase muito tranquila; já saí da ‘pressão’ da volta em carreira solo e isso refletiu diretamente neste segundo projeto".

### Canções
"Morada é uma das minhas músicas favoritas do disco. Adorei a experiência de compor com a Tati Bernardi, e o Jaques Morelenbaum foi ‘A’ cereja do bolo, tocando lindamente seu cello." –Sandy falando sobre a canção "Morada," uma de suas favoritas do álbum.
A primeira faixa, "Aquela dos 30" foi descrita como um "blues ensolarado" e também possui elementos do pop. "Escolho Você" é uma canção de "pegada pop" com um "leve toque de R&B". "Morada" é uma balada folk com um dedilhado de violão e violoncelo.  "Segredo" é uma balada com sonoridade influenciada pelo blues, enquanto "Ponto Final" apresenta uma sonoridade influenciada pelo pop rock e foi comparada ao "rock dos anos 80." "Refúgio" foi descrita como uma "simples balada romântica" que "traz uma sonoridade antiga, com toques à la Carole King". "Olhos Meus" é uma balada "melancólica" com base no piano. "Ninguém É Perfeito" é uma canção pop também com base de piano. Faixa-título do álbum, "Sim" foi comparada à sonoridade da banda islandesa Sigur Rós e "traz consigo a grandiosidade que uma faixa-título deve ter", com um "arranjo intenso e melancólico." A canção que encerra, "Saudade", foi descrita como uma "espécie de bossa-jazz."

## Recepção da crítica
| Críticas profissionais | Críticas profissionais |
| Avaliações da crítica  | Avaliações da crítica  |
| Fonte                  | Avaliação              |
| ---------------------- | ---------------------- |
| Notas Musicais         | [ 16 ]                 |
| Quem                   | Favorável              |
| O Globo                | Favorável              |
| Billboard Brasil       | Favorável              |

O jornalista musical Mauro Ferreira, do Notas Musicais, avaliou com três estrelas de cinco, afirmando que "o repertório de Sim soa mais coeso do que o de Manuscrito", e que "a evolução é valorizada no álbum pela excelência da produção de Lucas Lima e Jason Tarver. Nada parece faltar ou sobrar os arranjos. Tudo está no seu lugar." Ferreira acredita que "Sim ainda deixa a impressão de que, mesmo em evolução, Sandy continua aprisionada numa redoma, num castelo encantado, sem coragem para encarar o mundo lá fora e de estabelecer conexões com outros compositores que poderiam enriquecer seu universo autoral." Thyago Furtado, da Quem, fez uma crítica faixa-a-faixa, destacando que "Com o seu segundo CD, o Sim, a cantora se desvencilha de vez das músicas adolescentes que recheavam os seus álbuns em dupla com o irmão, Junior Lima, e se afirma como artista solo." Furtado ainda afirma que "Sim é um compilado de canções que se completam e que soa ousadamente orgânico se comparado ao estilo eletrônico que assola o mercado mundial."
Silvio Essinger, do jornal O Globo, avaliou de maneira positiva e escreveu: "A busca por caminhos próprios deu bons frutos no segundo álbum de Sandy. No meio do seu pop pianístico, brotam canções fortes e diversas, com personagens, não estereótipos. Eventualmente, surge algo bem bonito, como "Saudade"." A Billboard Brasil fez uma crítica positiva e disse que, com Sim, Sandy superou tudo o que havia mostrado em Manuscrito.

## Turnê
A turnê Sim teve início no dia 13 de abril de 2013 e foi encerrada no dia 23 de maio de 2014, quando a cantora estava grávida de oito meses de seu primeiro filho. No cenário do show,  foram usados tecidos leves e transparentes, em um ambiente que remete à primavera com tons de verde, azul, lilás, e prata.

## Lista de faixas
| Edição padrão  |                      |                         |         |  |
| N.º            | Título               | Compositor(es)          | Duração |  |
| 1.             | "Aquela dos 30"      | Sandy Leah Lucas Lima   | 3:20    |  |
| 2.             | "Escolho Você"       | Leah Lima Jason Tarver  | 3:36    |  |
| 3.             | "Morada"             | Tati Bernardi Leah Lima | 2:57    |  |
| 4.             | "Segredo"            | Leah Lima               | 3:28    |  |
| 5.             | "Ponto Final"        | Leah Lima Bernardi      | 3:08    |  |
| 6.             | "Refúgio"            | Leah Lima               | 3:14    |  |
| 7.             | "Olhos Meus"         | Leah                    | 2:34    |  |
| 8.             | "Ninguém É Perfeito" | Leah Lima               | 3:01    |  |
| 9.             | "Sim"                | Leah Lima Junior Lima   | 5:02    |  |
| 10.            | "Saudade"            | Denis Nassar            | 5:23    |  |
| Duração total: | Duração total:       | Duração total:          | 35:43   |  |

- Créditos disponíveis no site Allmusic.[19]

## Desempenho comercial
| País   | Paradas (2013)   | Melhor posição |
| ------ | ---------------- | -------------- |
| Brasil | Top Álbuns (PMB) | 9              |